# Claudio Teehankee sr.

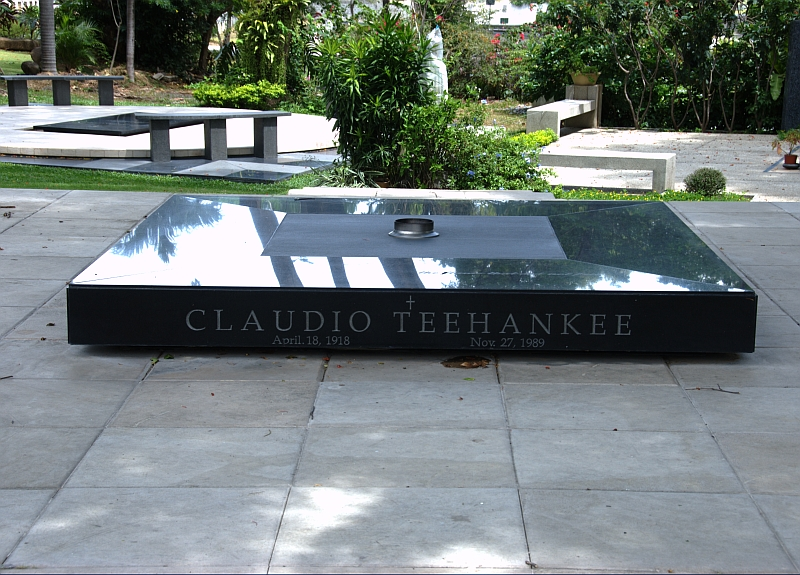
Het graf van Claudio Teehankee

Claudio Ong Teehankee sr. (Manilla, 18 april 1918 - New York, 27 november 1989) was een Filipijnse rechter. Van 2 april 1986 tot 18 april 1988 was hij opperrechter van het Filipijnse hooggerechtshof . Teehankee werd aangesteld door president Corazon Aquino en was de 16de opperrechter uit de geschiedenis van de Filipijnen. Hij was reeds sinds 17 december 1968 rechter van het Filipijnse hooggerechtshof. Op zijn verjaardag in 1988 werd Teehankee wegens het bereiken van de voor zijn functie verplichte pensioenleeftijd van 70 opgevolgd door de toen ook al bijna 70-jarige Pedro Yap.